# Xerotyphlops wilsoni
Xerotyphlops wilsoni är en ormart som beskrevs av Wall, 1908. Xerotyphlops wilsoni ingår i släktet Xerotyphlops och familjen maskormar. Inga underarter finns listade i Catalogue of Life.
Denna orm förekommer i Iran ungefär 30 km öster om staden Shushtar. Xerotyphlops wilsoni gräver i lövskiktet och i det översta jordlagret. Honor lägger antagligen ägg.
Det är inget känt om populationens storlek och möjliga hot. IUCN kategoriserar arten globalt som otillräckligt studerad.